# Муджа
Муджа (італ. Muggia, вен. Muja) — муніципалітет в Італії, у регіоні Фріулі-Венеція-Джулія, провінція Трієст.
Муджа розташована на відстані близько 430 км на північ від Рима, 5 км на південний захід від Трієста.
Населення — 13 277 осіб (2014).

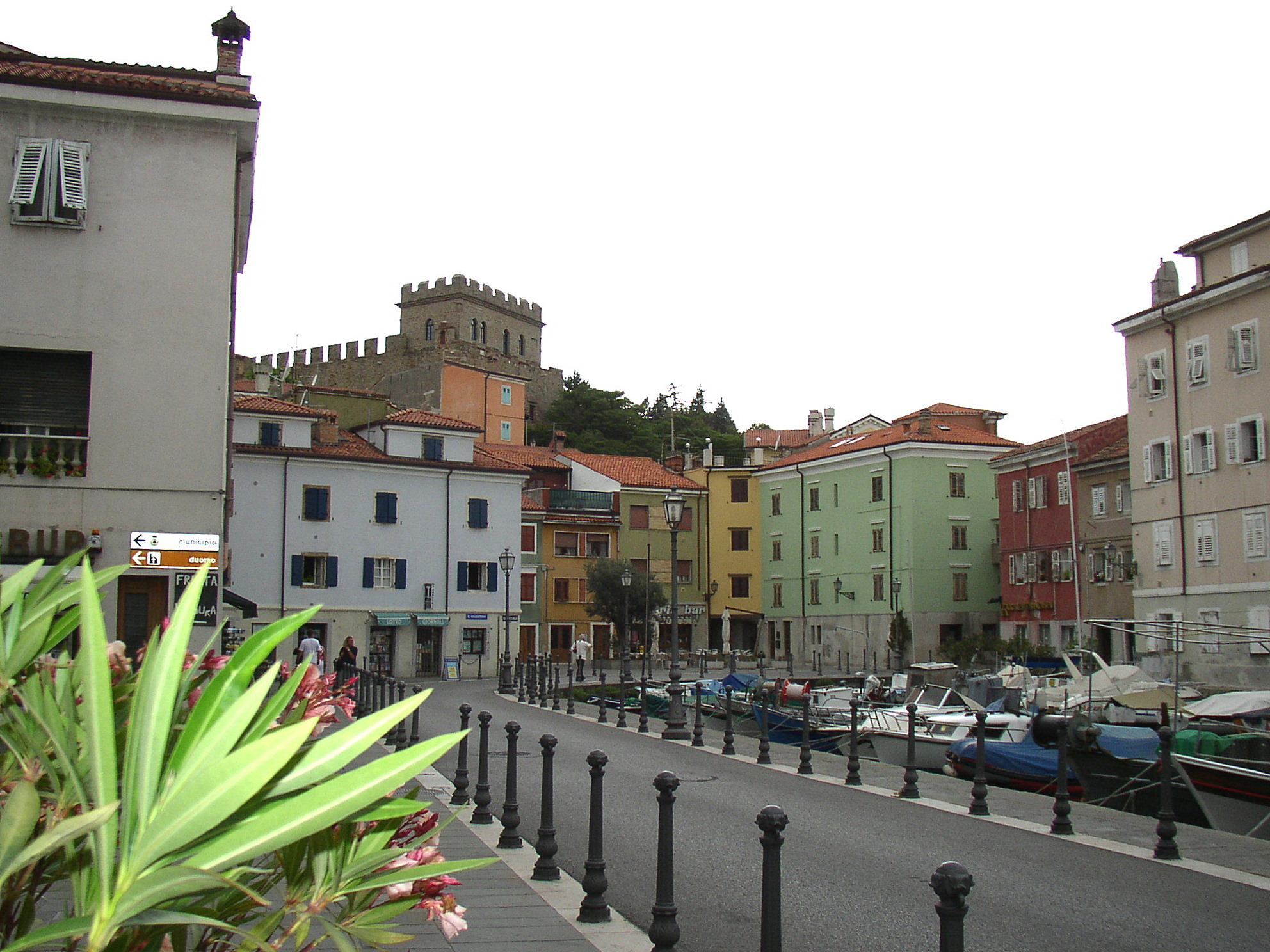

Щорічний фестиваль відбувається 26 червня. Покровитель — Santi Giovanni e Paolo.

## Демографія
Населення за роками:

Станом на 1 січня 2023 року в муніципалітеті офіційно проживало 447 іноземців з 57 країн, серед них 132 громадяни країн Євросоюзу та 28 громадян України.

## Сусідні муніципалітети
- Каподістрія
- Сан-Дорліго-делла-Валле
- Трієст